# فتحة زاوية (عدسة)

الفتحة الزاوية لعدسة رفيعة لها نقطة محورية عند F وقطر العدسة.

الفتحة الزاوية للعدسة هي الزاوية الواضحة للعدسة كما يتم رؤيتها من بؤرة العدسة.
ويتم تحديدها من العلاقة التالية:
{\displaystyle a=2\arctan \left({\frac {D/2}{f}}\right)=2\arctan \left({\frac {D}{2f}}\right)}
حيث:
{\displaystyle f} هو البعد البؤري أو الطول البؤري.
{\displaystyle D} هو قطر العدسة.

## العلاقة بالفتحة الرقمية
عند الوجود في وسط له معامل إنكسار قريب من الواحد الصحيح (1)، مثل الهواء؛ فإن الفتحة الزاوية للعدسة تقريبًا تساوي ضِعف قطر فتحة العدسة.
وبالتحديد فإن فتحة العدسة عند الوجود في الهواء (كوسط) تساوي:
{\displaystyle \mathrm {NA} =\sin a/2=\sin \arctan \left({\frac {D}{2f}}\right)}
وباستخدام التقريب المحورانى في العدسات الصغيرة عند {\displaystyle D<f} فإن:
{\displaystyle \mathrm {NA} \approx a/2}